# Remenus
Remenus is een geslacht van steenvliegen uit de familie Perlodidae. De wetenschappelijke naam van het geslacht is voor het eerst geldig gepubliceerd in 1952 door Ricker.

## Soorten
Remenus omvat de volgende soorten:
- Remenus bilobatus (Needham & Claassen, 1925)
- Remenus duffieldi Nelson & Kondratieff, 1995
- Remenus kirchneri Kondratieff & Nelson, 1995